# Jenny De Smet
Jenny De Smet (Hamme, 3 juli 1958) is een voormalig Belgisch wielrenster. 
Jenny De Smet reed voor Nering door sport Hamme, WSC Merelbeke scheldestreek, WSC Gavere en WSC Ter Wijnberg Capino-Gazelle. In 1987 rijdt ze haar laatste wedstrijd. 

## Wereldkampioenschap 1979
De Smet werd in 1979 tweede op het wereldkampioenschap wielrennen op de weg voor vrouwen in Valkenburg. Doordat ze niet wist dat de mekaniekers van de Belgische ploeg een aanpassing hadden gedaan aan haar fiets moest ze Petra de Bruin laten wegsprinten. Toen de Nederlandse te vroeg ging juichen, kwam de Smet nog in de buurt, maar werd ze op de lijn geklopt door de Bruin.
Na de finish kwam De Smet ten val. Ze botste tegen een fotograaf en knalde zwalpend tegen een moto. Ze kwam er zonder ernstige verwondingen vanaf.

## Belgisch kampioenschap
In 1982 werd De Smet Belgisch kampioen  op de weg bij de elite in Lembeek. In datzelfde jaar werd ze Belgisch kampioen in de achtervolging op de baan. Die titel verlengde ze in 1983. 

## Levensloop
De Smet was postbode en werkte nadien voor het ministerie van Defensie. 
Ze heeft drie kinderen.